# Trần Nguyên Phụ
Trần Nguyên Phụ (1883-1949). Hiệu: còn gọi là Trần Quới, Trần Văn Quân, Trần, Ba Trần, Trần Văn Phú, hay Ông Ba (thầy Ba chụp hình), biệt danh Thằng Huế là một chí sĩ yêu nước đầu thế kỷ 20 trong lịch sử Việt Nam, từng tham gia phong trào Đông Kinh Nghĩa Thục và Việt Nam Thanh Niên Cách mạng Đồng Chí Hội.

## Thân thế và học vấn
Trần Nguyên Phụ sinh năm 1890 tại  làng Tu Vũ, huyện Thanh Thủy,tỉnh Phú Thọ. Ông là hậu duệ đời thứ 4 của Bằng Công Nguyễn Hữu Chỉnh. Xuất thân của ông là một nhà Nho. Ông đỗ Cử nhân nhưng không chịu làm việc cho Pháp. Ông về quê, tập hợp những người yêu nước tổ chức nghĩa quân chống Pháp. Trần Nguyên Phụ là một nhân vật chủ chốt của phong trào Đông Kinh Nghĩa Thục. 

## Bị bắt và lưu đày
Năm 1912, ông bị bắt do liên can vào vụ Hà Thành đầu độc và bị tuyên tử hình, chống án sang Pháp được giảm xuống chung thân và bị đày biệt xứ sang Campuchia cùng với Lương Văn Can, Đinh Chương Dương...

## Hoạt động tại Nam Kỳ
Ở Campuchia, Trần Nguyên Phụ làm nghề thợ ảnh. Nhân lúc toàn quyền Alexandre Varenne sang kinh lý Đông Dương, Trần Nguyên Phụ được gọi đến chụp ảnh cho Varenne ở đền Đế Thiên Đế Thích. Ông được Varenne ký đơn ân xá. Từ đó, ông được tự do đi lại mở rộng địa bàn hoạt động, giới thiệu thanh niên yêu nước tham gia Việt Nam Thanh Niên Cách mạng Đồng chí hội. Đồng thời xây dựng kinh tế cho Việt Nam TNCM Đồng Chí hội qua việc mở hiệu ảnh ở Bến Tre,  Campuchia, mở hiệu thuốc Đông Y ở Trà Vinh, đậc biệt là Tiệm ảnh Nam Mỹ ở Mỹ Tho (đây là cơ quan của Thanh Niên Cách mạng Đồng Chí Hội), Ông cũng liên lạc các nhà yêu nước khác trong vùng như Nguyễn Sinh Sắc , Nguyễn Quang Diêu, Trần Hữu Độ, Tú Kiên...các nhà văn nhà báo như Trần Huy Liệu Ái Liên, Hải Triều.
Năm 1929, Nguyễn Ngọc Sơn của Việt Nam Quốc dân đảng liên lạc với Trần Nguyên Phụ trao đổi thống nhất 2 đảng, nhưng ông không nhất trí do khác nhau về lập trường và quan điểm giai cấp.
Năm 1930-1931 ông về hoạt động ở vùng Hậu Giang. Năm 1938, ông bị Pháp bắt ở Rạch Giá đưa ra Bắc quản thúc ở Thái Nguyên.

## Sau Cách mạng Tháng Tám và cuối đời
Năm 1945, Cách mạng Tháng Tám nổ ra, ông được giải thoát về quê tham gia kháng chiến, sau đó lại bị bắt ở đồn Tu Vũ. Ban ngày, Pháp cho ở nhà gần cạnh đồn,  cho phát loa gọi dân đầu hàng, tuyên truyền là Trần Nguyên Phụ đã hàng Tây. Ban đêm du kích về, thì chiều chúng lai bắt giam ông vào đồn. Buồn rầu, ông tuyệt thực và qua đời năm 1949.